# Janvier 2020 en sport
 (octobre 2024).
Si vous disposez d'ouvrages ou d'articles de référence ou si vous connaissez des sites web de qualité traitant du thème abordé ici, merci de compléter l'article en donnant les références utiles à sa vérifiabilité et en les liant à la section « Notes et références ».
Pour un article plus général, voir 2020 en sport.

## Principaux rendez-vous
- 10 janvier : rencontre entre l'Olympique de Marseille et Football Club rennais au Stade rennais Football Club.

## Faits marquants
- 1er janvier 2020 : disparition du club FK Tønsberg
- 1er janvier 2020 : le club des Ducks de l'Oregon perd face aux Badgers du Wisconsin lors du Rose Bowl Game.
- 7 janvier 2020 : John Hynes (en) remplace Peter Laviolette en tant que entraîneur-chef des Predators de Nashville.
- 12 janvier 2020 : Thomas Fitzgerald remplace Rejean Shero en tant que directeur général des Devils du New Jersey.
- 25 janvier 2020 : lors d'une rencontre face aux 76ers de Philadelphie, James dépasse Kobe Bryant (33 643 points) et devient le 3e marqueur le plus prolifique de l'histoire de la NBA[1]. Le club Raon-l’Etape joue face à Saint-Étienne (0 - 1)[2].

## Décès
- Kobe Bryant
- Rob Rensenbrink